# صرار
الصرار بكسر الصاد هو قطعة صغيرة من الخشب بها خيط (قطعة الخشب بحجم أكبر قليلا من عقلة الاصبع) تلف حول حلمة من حلمات ضرع الناقة ليمنع حوارها من رضاعتة (لينتفع بجزء من لبنها صاحبها أو راعيها).